# Fidaxomicine
La fidaxomicine, vendue entre autres sous le nom de marque Dificid ou Dificlir.

## Usage médical
Est un antibiotique utilisé pour traiter la diarrhée à Clostridioides difficile . Les preuves d'utilisation dans les maladies graves sont limitées et dans de tels cas, la vancomycine est préférée,. Il est pris par voie orale.

## Effets secondaires
Les effets secondaires courants sont les nausées et la constipation, d'autres effets secondaires peuvent être des saignements gastro-intestinaux, des douleurs abdominales, des réactions allergiques et des problèmes hépatiques  , La sécurité pendant la grossesse et l'allaitement n'est pas claire. Il s'agit d'un macrocyclique qui agit en bloquant l'ARN polymérase bactérienne,.

## Histoire
L'utilisation médicale de la fidaxomicine a été approuvée aux États-Unis et en Europe en 2011 ,. Au Royaume-Uni, un traitement coûte au NHS environ 1 350 £ à partir de 2021. Aux États-Unis, ce montant coûte environ 4 150 USD. Il est fabriqué à partir de l'actinomycète Dactylosporangium aurantiacum .